# Sula brewsteri
El piquero de Cocos (Sula brewsteri ), también conocido como piquero de Brewster, es una especie de ave suliforme de la familia Sulidae que se reproduce en la costa pacífica de Norteamérica, aunque durante el año su presencia se extiende a lo largo del océano Pacífico..
Hasta 2024 era considerado conespecífico con el piquero café (Sula leucogaster).

## Subespecies
Se reconocen las siguientes dos subespecies, con su correspondiente distribución:
- S. b. brewsteri Goss, 1888: suele anidar en el golfo de California (frente a la costa de la península de Baja California) y en islas de la costa occidental de México.
- S. b. etesiaca Thayer & Bangs, 1905: en promedio es más grande que la subespecie típica; anida en islas de la costa del Pacífico, desde Honduras y Costa Rica hasta Panamá y Colombia.

### S. b. etesiaca
En Colombia
La subespecie S. b. etesiaca es endémica del Pacífico tropical húmedo americano y fue descrita a partir de ejemplares colectados en el parque nacional natural Isla Gorgona. En el Pacífico colombiano se reconocen como localidades de reproducción las rocas de Octavia, Los Vidales y Centinelas de Jurubidá en el Chocó, con bajos números de individuos (60, 50 y 10, respectivamente). Entre 2002 y 2003, en un estudio en Isla Gorgona, se determinó el tamaño de una población reproductiva de 300 individuos criando asincrónicamente. Esta colonia es la más importante para la conservación de la subespecie.
Las hembras poseen patas y pico amarillentos y su rostro implume es amarillo pálido; los machos tienen las patas amarillas o amarillo-verdosas y sus picos y rostros son azul pálido. El plumaje del resto de la cabeza, el cuello y el dorso es café oscuro, en marcado contraste con el pecho bajo y el vientre que son de color blanco al igual que el interior de las alas. Los juveniles son de color general café grisáceo con las partes inferiores más claras que en el adulto, densamente moteados de café oscuro y con las ceras y el pico gris-azul. Sula brewsteri etesiaca es un súlido de tamaño medio. Las hembras miden aproximadamente 80 cm de longitud, tienen una envergadura de 150 cm y pesan aproximadamente 1300 g; el macho es mucho más pequeño, con 75 cm de longitud, envergadura de 140 cm y 1000 g de masa corporal y su cola es más larga en relación con la longitud de su cuerpo y el pico es más pequeño y delicado.
En Isla Gorgona, los nidos del alcatraz pardo presentaron un patrón de disposición espacial agregado con distancias promedio al nido más próximo de 1,6 m. Para la temporada reproductiva 2002–2003, el éxito de eclosión fue de 28,2 % del total de huevos puestos y el éxito reproductivo alcanzó 17,3 %, es decir cerca de 17 juveniles por cada 100 parejas.
En el Perú
Esta subespecie ha sido reportada en algunas oportunidades en el Perú, y a partir del año 2008 ha sido registrada todos los años. Esto indica que este piquero sería más frecuente en Perú de lo que se pensaba y quizás es un visitante regular. Ha sido detectado en Punta Sal (Tumbes), isla Foca (Piura), islas Lobos de Afuera (Lambayeque) y en la isla Huampanú (Lima).